# Portico degli Argonauti
Il portico degli Argonauti (in latino Porticus Argonautarum) era un portico di Roma antica facente parte del complesso dei Saepta Iulia, una vasta piazza cinta da un quadriportico ubicata nel Campo Marzio e utilizzata per le assemblee pubbliche e le votazioni  (comitia).

## Storia
I Saepta Iulia, la cui costruzione fu probabilmente iniziata da Giulio Cesare, furono completati nel 27 a.C. da Marco Vipsanio Agrippa, ammiraglio e amico dell'imperatore Augusto.
Il portico degli Argonauti fu aggiunto nel 25 a.C. per commemorare le vittorie navali di Agrippa del 31 a.C.; prese il nome dalle sue decorazioni, che raffiguravano la spedizione mitologica di Giasone.

## Descrizione
Dall'analisi della Forma Urbis marmorea di età severiana (pianta dettagliata dell'antica città di Roma) è stato possibile situare il portico in corrispondenza dell'odierna Via della Minerva, vicino alla basilica di Santa Maria sopra Minerva.
Si considera che un muro in laterizio conservatosi lungo il lato orientale del Pantheon facesse parte del Porticus Argonautarum.
| Planimetria del Campo Marzio centrale |
| --- |
| Terme di Nerone Stadio di Domiziano Pantheon Basilica di Nettuno Terme di Agrippa Stagnum ? Odeon di Domiziano Insulae d'epoca adrianea Magazzini ? Magazzini ? Magazzini ? Saepta Iulia Diribitorium Porticus Divorum Aqua Virgo Arco di Claudio Porticus Vipsania Caserma della I coorte dei Vigiles Iseum Tempio di Minerva Calcidica Ara di Marte Via Flaminia Via Flaminia Tempio di Adriano Tempio di Matidia Teatro di Pompeo Templi di Largo Argentina Portico di Minucio Colonna di Marco Aurelio T. di M.Aurelio e Faustina (?) Arco di M.Aurelio (?) Colonna di Antonino Pio Ustrino di Faustina maggiore Ustrino di Faustina minore Via Recta Portico e tempio del Bonus Eventus Portico di Pompeo Arcus Novus Portico di Meleagro Portico degli Argonauti Piazza della Rotonda Villa Publica |